# Francisco (måne)
Francisco är en av Uranus månar. Den upptäcktes 13 augusti 2003 av Matthew J. Holman, John J. Kavelaars, Dan Milisavljevic och Brett J. Gladman, och fick den tillfälliga beteckningen S/2001 U 3. Den är också betecknad Uranus XXII.
Francisco är uppkallad efter en person i William Shakespeares pjäs Stormen.